# Пам'ятки Авдіївки
У місті Авдіївка Донецької області на обліку перебуває 12 пам'яток історії та  монументального мистецтва.
| № пп | Охорон. номер | Найменування пам’ятки | Місцезнаходження пам’ятки                      | Рік встановлення    | Автор                                    | Рішення              |
| ---- | ------------- | --- | ---------------------------------------------- | ------------------- | ---------------------------------------- | -------------------- |
| 1.   | 3290          | Могила Євдашенка О. М. воїна-афганця, рядового.                                                                            | м. Авдіївка, міський цвинтар.                  | 1983 р.             | –                                        | 14.07.1993 р. № 419  |
| 2.   | 3289          | Могила Печерського О. М, воїна-афганця, рядового.                                                                          | м. Авдіївка, міський цвинтар.                  | 1982 р.             | –                                        | 14.07.1993 р. № 419  |
| 3.   | 3288          | Могила Хлистуна В. Г, воїна-афганця, рядового.                                                                             | м. Авдіївка, міський цвинтар.                  | 1986 р.             | –                                        | 14.07.1993 р. № 419  |
| 4.   | 3291          | Могила Хробака С.Г, воїна-афганця, рядового.                                                                               | м. Авдіївка, міський цвинтар.                  | 1984 р.             | –                                        | 14.07.1993 р. № 419  |
| 5.   | 1915          | Могила Чепіжного О. К, відомого радянського письменника.                                                                   | м. Авдіївка, міський цвинтар, центральна алея. | 1994 р.             | –                                        | 18.03.2005 р. № 5    |
| 6.   | 1688          | Братська могила радянських воїнів (серед них – Єлагін С.І., Герой Радянського Союзу) і Глазунова А.Л., секретаря сільради. | м. Авдіївка, вул. Нечаєва, цвинтар.            | 1948 р. 1965 р.     | Автор: Фанін А.Я. Скульптор: Черняк Т.В. | 17.12.1969 р. № 724  |
| 7.   | 1914          | Братська могила партизанів і мирних мешканців.                                                                             | м. Авдіївка, вул. Свободи, 87.                 | 1975 р.             | Автор: Хостін В.М.                       | 19.04.1983 р. № 280р |
| 8.   | 1689          | Братська могила радянських воїнів Південного фронту.                                                                       | м. Авдіївка, вул. Чистякова, 57.               | 1959 р. рек. 1983р. |                                          | 17.12.1969 р. № 724  |
| 9.   | 1687          | Братська могила партизанів громадянської війни.                                                                            | м. Авдіївка, вул. Чистякова, 59.               | 1960 р.             | –                                        | 17.12.1969 р. № 724  |
| 10.  | 2947          | Пам'ятник Шевченку Т. Г.                                                                                                   | м. Авдіївка, бульвар ім. Шевченка.             | 1984 р.             | –                                        | 12.06. 1991р. № 210  |
| 11.  | 2044          | Пам'ятник воїнам-землякам, льотчикам.                                                                                      | м. Авдіївка, вул. Ленінградська.               | 1980 р.             | –                                        | 17.12.1969р. № 724   |
| 12.  | 1721          | Будинок, у якому мешкав Шестаков Лев Львович. Герой Радянського Союзу, гвардії полковник                                   | м . Авдіївка, вул. Шестакова, 10.              | 1965 р.             | –                                        | 17.12.1969р. № 724   |
|      |               | |                                                |                     |                                          |                      |